# Eugène de Beauharnais
Eugène Rose de Beauharnais, Công tước xứ Leuchtenberg ([ø.ʒɛn də‿bo.aʁ.nɛ]; 03/09/1781 - 21/02/1824), là con trai duy nhất của Alexandre François Marie, Tử tước Beauharnais và Joséphine de Beauharnais, người vợ đầu tiên của Hoàng đế Pháp Napoleon I.
Ông sinh ra ở Paris, Pháp, trở thành con nuôi của Napoleon I, nhưng không phải là người thừa kế ngai vàng. Cha ruột của ông đã bị hành quyết trong thời kỳ Triều đại Khủng bố của Cách mạng Pháp. Ông trở thành chỉ huy của Quân đội Vương quốc Ý và là Phó vương của Ý dưới thời trị vì của cha dượng ông - Hoàng đế Napoleon I.
Tuy mối quan hệ giữa Eugène de Beauharnais và Napoleon chỉ là cha dượng và con riêng của vợ, nhưng các nhà sử học đã xem ông là một trong những người thân cận nhất của Hoàng đế Napoleon I, vì ông luôn chỉ huy quân Ý trong tất cả các chiến dịch của Hoàng đế Napoleon ở khắp châu Âu với lòng trung thành tuyệt đối.
Khi Napoleon thoái vị ở cả 2 ngai vàng của Đệ Nhất Đế chế Pháp và Vương quốc Ý vào ngày 11/02/1814, Phó vương Eugène de Beauharnais đã đưa quân đến Sông Mincio, sẵn sàng đương đầu với bất kỳ cuộc tấn công nào từ Đức và Áo, và ông cũng đã cố gắng thuyết phục Thượng viện Vương quốc Ý để đưa mình lên ngai vàng, nhưng bất thành. Eugène de Beauharnais đầu hàng quân Áo vào ngày 23/04 và ông đã rời Bán đảo Ý để đến Vương quốc Bayern theo lời khuyên của cha vợ mình là Vua Maximilian I Joseph, ông đã được phong tước hiệu Công tước xứ Leuchtenberg và sống phần đời còn lại cùng với gia đình ở nơi đây.
Với vị trí là con nuôi của Napoleon Bonaparte, ông được hoàng đế ưu ái cho trở thành thành viên hợp pháp của Hoàng tộc Đệ Nhất Đế chế Pháp dù ông không mang Họ Bonaparte. Với những địa vị hoàng gia này, Eugène de Beauharnais đã được thành hôn với Vương nữ Auguste, con gái thứ 2 của Vua Maximilian I Joseph, nhà cai trị của Vương quốc Bayern.
Hậu duệ của Eugène de Beauharnais với Vương nữ Auguste trở thành dâu và rể của các hoàng tộc hiển hách ở khắp châu Âu. Người con gái cả là Josephine của Leuchtenberg kết hôn với Oscar I của Thụy Điển thuộc Vương tộc Bernadotte, và trở thành Vương hậu của Thụy Điển và Na Uy, hậu duệ của cặp đôi này vẫn trị vì Thuỵ Điển cho đến tận ngày nay; Người con trai lớn là Augustecủa Leuchtenberg, kết hôn với Maria II của Bồ Đào Nha; Người con gái thứ 3 là Amélie của Leuchtenberg trở thành vợ thứ 2 của Hoàng đế Pedro I và giữ ngôi vị Hoàng hậu của Đế quốc Brasil; Người con trai út Maximilian của Leuchtenberg trở thành rể của Vương tộc Romanov (chủ sở hữu Đế quốc Nga) sau khi thành hôn với Mariya Nikolayevna của Nga.

## Cuộc sống đầu đời
Eugène Rose de Beauharnais sinh tại Paris vào ngày 3 tháng 9 năm 1781, trong một gia đình quý tộc họ Beauharnais. Ông là con trai của Tử tước Alexandre de Beauharnais và Joséphine Tascher de la Pagerie, cả hai đều sinh ra ở thuộc địa Martinique của Vương quốc Pháp. Alexandre bị hành quyết bằng máy chém vào năm 1794, vài ngày trước khi kết thúc Triều đại Khủng bố. Eugène còn có một người em gái ruột, đó là Hortense de Beauharnais, bà này được gả cho Louis Napoléon Bonaparte, em trai của Hoàng đế Napoleon và trở thành Vương hậu của Vương quốc Holland, con trai thứ 3 của cặp đôi này chính là Hoàng đế Napoleon III, người đã phục hưng Vương tộc Bonaparte và xây dựng nên Đệ Nhị Đế chế Pháp.

## Binh nghiệp thời Đệ Nhất Cộng hoà Pháp

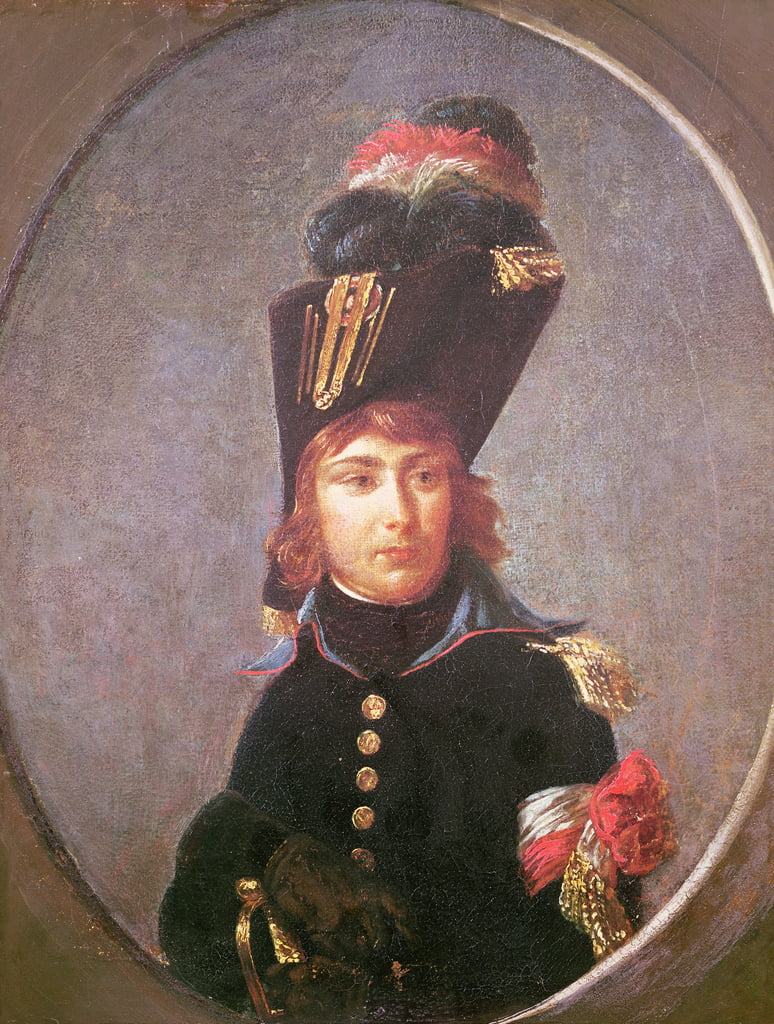
Eugène de Beauharnais làm phụ tá cho Napoléon Bonaparte ở Ý, tranh của Antoine-Jean Gros (1798)

Eugène bắt đầu cuộc đời binh nghiệp của mình trong Chiến tranh ở Vendée, phục vụ dưới quyền Tướng Lazare Hoche, và chiến đấu tại Quiberon. Tuy nhiên, trong vòng một năm, mẹ ông là bà Joséphine đã thu xếp để ông trở lại Paris. Trong các chiến dịch trên Bán đảo Ý 1796–1797, Eugène phục vụ như một phụ tá cho cha dượng của mình, người mà ông cũng đi cùng đến Ai Cập. Tại Ai Cập, Eugène bị thương trong Cuộc vây hãm Acre (1799) và trở về Đệ Nhất Cộng hòa Pháp cùng với Tưởng Napoléon vào mùa thu năm 1799, giúp đem lại sự hòa giải giữa cha dượng và mẹ của ông, những người đã trở nên ghẻ lạnh do các cuộc hôn nhân của cả hai. Trong Đảo chính ngày 18 tháng Sương Mù, Eugène đã tháp tùng Napoléon đến Saint-Cloud, nơi các hội đồng lập pháp phải phục tùng.
Sau cuộc đảo chính, Napoléon trở thành Đệ nhất tổng tài của Pháp, Eugène được bổ nhiệm làm đội trưởng trong Chasseurs à Cheval của Đội cận vệ Tổng tài. Cùng với đội quân của mình, Eugène đã tham gia Trận Marengo, mặc dù một nửa binh lính của ông đã tử trận, nhưng ông vẫn tiếp tục dẫn đầu cuộc tấn công. Năm 1803, ông mua Hôtel Beauharnais.
Sau khi thăng tiến trong Chế độ Tổng tài, Eugène được thăng cấp lữ đoàn trưởng ngay sau khi thành lập Đế chế vào năm 1804. Vào ngày 14 tháng 6 năm 1804, ông được phong làm thành viên chính thức của hoàng gia với tư phong cách Imperial Highness, Hoàng tử Pháp (Prince français) Eugène de Beauharnais. Theo sắc lệnh ngày 1 tháng 2 năm 1805, Eugène được phong làm Tổng thủ hiến Nhà nước.

## Phó vương Ý

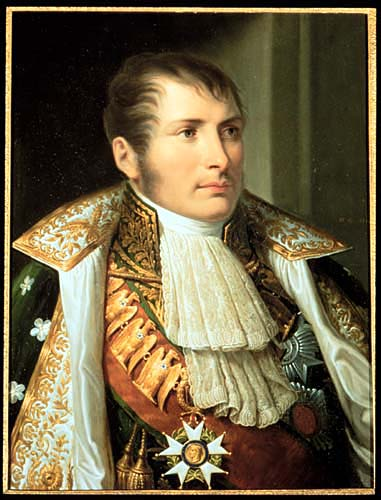
Eugène de Beauharnais (Eugenio di Beauharnais) được bổ nhiệm làm Phó vương Ý, được vẽ bởi Andrea Appiani (1810)

Eugène trở thành chỉ huy của Cận về Đế chế (kế vị của Cận vệ Tổng tài), Eugène cùng cha dượng của mình đến Milan trước khi Napoléon đăng quang làm Vua của Ý vào ngày 26 tháng 5 năm 1805. Ban đầu, Hoàng đế Napoléon dự định đưa người anh trai Joseph Bonaparte lên ngai vàng Ý, nhưng Joseph đã từ chối, sau đó hoàng đế có dự định đưa cháu trai của ông là Napoléon Charles Bonaparte, con trai của Louis Bonaparte và Hortense (em gái của Eugène) lên ngai vàng Ý. Tuy nhiên, cả Joseph và Louis đều từ chối và vì thế mà đích thân Napoléon đã đặt Vương miện Sắt lên đầu của chính mình và trở thành vua của Ý. Trong lễ đăng quang, Napoléon đã trao chiếc nhẫn và áo choàng hoàng gia cho con riêng của mình là Eugène vào ngày 7 tháng 6 năm 1805, và bổ nhiệm ông làm Phó Vương của Ý.
Trong Chiến tranh Liên minh thứ Năm, Eugène được giao quyền chỉ huy Quân đội Ý, với một số tướng lĩnh tài ba như Paul Grenier, Henri François Marie Charpentier và thống chế tương lai Jacques MacDonald đi cùng với tư cách là cố vấn và sĩ quan. Vào tháng 4 năm 1809, ông chiến đấu và thua trong Trận Sacile trước quân đội Áo của Đại công tước John, nhưng quân của Eugène đã giành chiến thắng trong trận tái đấu tại Trận Piave vào tháng 5 và Trận Raab vào tháng 6. Sau Trận Aspern-Essling, Hoàng đế Napoléon đã triệu hồi Quân đội Ý về Áo. Sau khi gia nhập đội quân chính trên đảo Lobau trên sông Danube, Eugène tham gia Trận Wagram.
Napoléon đã cân nhắc để Eugene làm nhiếp chính của Pháp trong chiến dịch mà đích thân hoàng đế dẫn quân đánh vào Đế quốc Nga, nhưng cuối cùng ông đã không thực hiện điều này. Trong chiến dịch, Eugène một lần nữa chỉ huy Quân đội Ý (Quân đoàn IV) và chiến đấu trong Trận Borodino và Trận Maloyaroslavets. Sau khi Napoléon và Joachim Murat rút quân khỏi chiến trường Nga, Eugène nắm quyền chỉ huy tàn quân và dẫn nó trở lại Đức vào năm 1813.
Trong chiến dịch năm 1813, Eugène đã chiến đấu trong Trận Lützen. Napoléon sau đó gửi ông trở lại Ý, nơi ông tổ chức phòng thủ chống lại người Áo, cầm cự tại Trận Mincio cho đến khi thoái vị vào năm 1814. Sau khi chế độ của Napoléon sụp đổ vào năm 1814, Eugène lui về Munich và theo lệnh của cha vợ ông, Vua Maximilian I xứ Bayern. Ông nhanh chóng trở về Paris sau cái chết của mẹ mình, nơi ông được chào đón bởi Vua Louis XVIII của Pháp và Hoàng đế Aleksandr I của Nga, và ngay lập tức từ bỏ hoạt động chính trị của mình và trở về gia đình vợ ở Vương quốc Bayern. Theo đó, ông vẫn giữ thái độ trung lập trong thời gian Napoléon trở lại nắm quyền trong Triều đại Một trăm ngày.

## Cuối đời

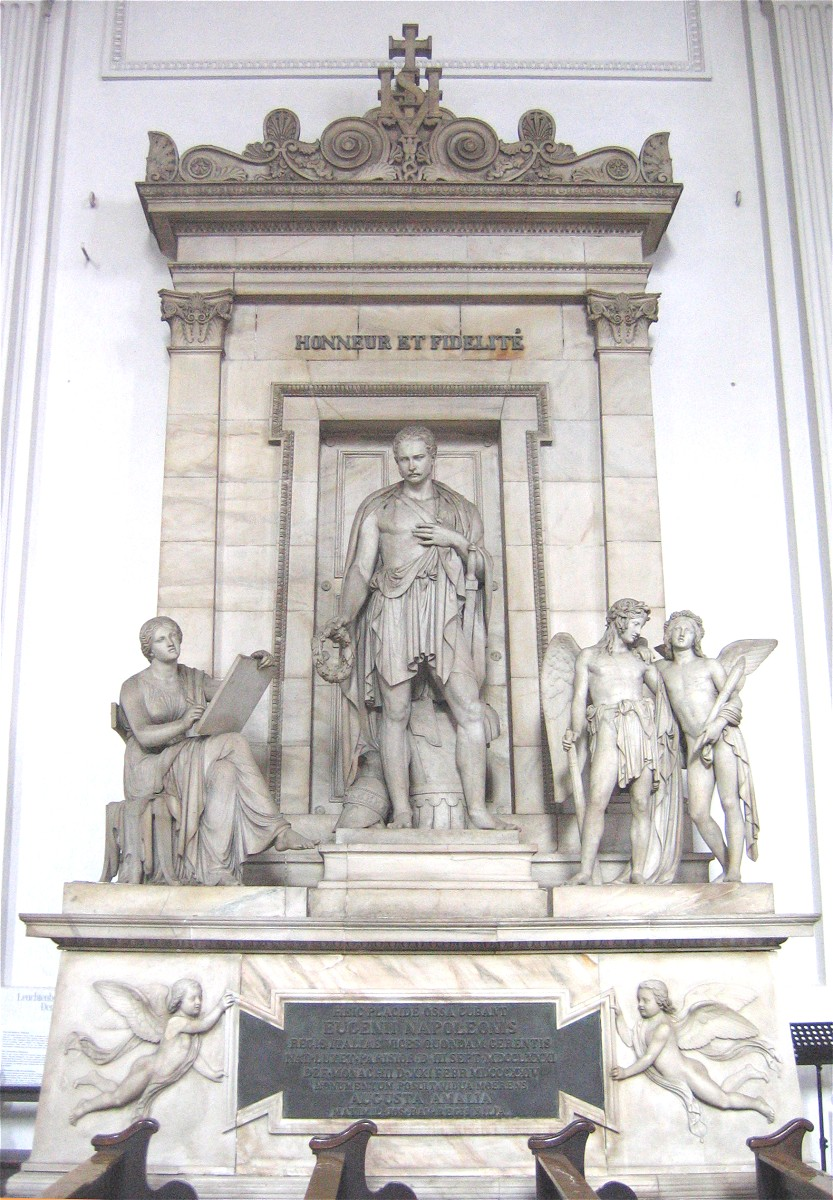
Tượng đài lăng mộ của Eugène de Beauharnais ở Nhà thờ Thánh Michael, München, được điêu khắc bởi Bertel Thorvaldsen

Sau khi Napoléon thoái vị vào năm 1814, Eugène lui về Munich theo lệnh của bố vợ. Ông nhanh chóng trở về Paris sau cái chết của mẹ mình, nơi ông được Louis XVIII của Pháp và Hoàng đế Aleksandr I của Nga tiếp đón một cách vinh dự. Ông ngay lập tức từ bỏ hoạt động chính trị và trở về với gia đình vợ ở Vương quốc Bayern. Theo đó, ông vẫn giữ thái độ trung lập trong thời gian Hoàng đế Napoléon trở lại nắm quyền trong Triều đại Một trăm ngày.
Năm 1817, cha vợ của ông là Vua Maximilian I Joseph đã trao cho ông Thân vương quốc Eichstätt và tước hiệu Công tước xứ Leuchtenberg. Đến năm 1832, con trai trưởng của ông là Auguste của Leuchtenberg, vì lý do kinh tế nên đã bán lại Thân vương quốc Eichstätt cho Vương quốc Bayern, đến năm 1855, Bayern cuối cùng mua được tài sản còn lại của những người thừa kế Leuchtenberg với giá 3 triệu guilders.
Với tư cách là Công tước xứ Leuchtenberg, Eugène sống những năm cuối đời ở Munich để quản lý tài sản và mở rộng bộ sưu tập nghệ thuật của mình. Đồng thời, ông cũng trợ giúp cho Antoine Marie Chamans de Lavalette, một người theo chủ nghĩa Bourbon phục hoàng, người đã chạy trốn khỏi Pháp, và vận động để giảm bớt sự đối xử khắc nghiệt áp đặt cho Cựu hoàng đế Napoléon I trong thời gian ông bị giam cầm ở Saint Helena. Năm 1822, sức khỏe của Eugène bắt đầu xấu đi. Sau hai lần bị đột quỵ vào năm 1823, ông qua đời vào ngày 21 tháng 2 năm 1824 tại Munich, hưởng thọ 42 tuổi.

## Vai trò và tước vị
Vào ngày 14 tháng 6 năm 1804, ông chính thức trở thành thành viên của Hoàng gia Pháp với kính ngữ His Imperial Highness, và tước hiệu Hoàng tử của Pháp (Prince français). Theo quy chế ngày 5 tháng 6 năm 1805, Hoàng đế đã thêm Phó vương của Ý vào các tước vị của ông.
Eugène được Hoàng đế Napoléon nhận làm con nuôi vào ngày 12 tháng 1 năm 1806, nhưng không được kế vị ngai vàng của Đệ Nhất Đế chế Pháp. Vào ngày 16 tháng 2 năm 1806, Eugène được tuyên bố là người thừa kế Vương quốc Ý, trong trường hợp Hoàng đế Napoleon không có thêm bất kỳ một người con trai nào (con trai thứ hai). Vào ngày 20 tháng 12 năm 1807, ông được phong Prince de Venise ("Thân vương xứ Venice"), một tước hiệu được tạo ra vào ngày 30 tháng 3 năm 1806, khi tỉnh Venice được lấy từ Áo vào năm 1805, và hợp nhất thành Vương quốc Ý dưới quyền của Vương tộc Bonaparte.
Năm 1810, Hoàng đế Napoléon sử dụng quyền lực của mình để áp đặt lên Karl von Dalberg, Tổng giám mục xứ Regensburg và Đại công tước xứ Frankfurt, để ép ông này chỉ định Eugène làm người thừa kế hợp pháp của đại công quốc. Von Dalberg thoái vị vào ngày 26 tháng 10 năm 1813 do cuộc chinh phục Frankfurt sắp xảy ra bởi quân đội đồng minh, và Eugène trở thành đại công tước trên danh nghĩa cho đến khi Frankfurt bị quân đồng minh chiếm đóng vào tháng 12 cùng năm.
Hoàng đế Napoleon còn trao cho ông ghế Archichancelier d'État de l'Empire de France (Tổng thủ hiến của Đệ Nhất Đế chế Pháp).
Tên của ông đã được khắc trên Coloumn 24 của Cột phía Nam ở Khải Hoàn Môn (Paris), đọc là BEAUHARNAIS.

## Hôn nhân và hậu duệ
Vào ngày 14 tháng 1 năm 1806, hai ngày sau khi được Napoléon nhận làm con nuôi, Eugène kết hôn với Vương nữ Auguste của Bayern (1788–1851), con gái lớn của đồng minh của Napoléon, Quốc vương Maximilian I Joseph của Bayern. Vào ngày 14 tháng 11 năm 1817, cha vợ của ông phong ông làm Công tước xứ Leuchtenberg và Thân vương xứ Eichstätt.
Eugène và Augusta có 7 người con:
- Joséphine Maximiliane Eugénie Napoléonne de Beauharnais (1807–1876); trở thành vợ với Vua Oscar I của Thụy Điển, chính mình là con trai của tình cũ Napoléon, Désirée Clary.
- Eugénie Hortense Auguste de Beauharnais (1808–1847); kết hôn Friedrich, Thân vương xứ Hohenzollern-Hechingen.
- Auguste Charles Eugène Napoléon de Beauharnais, Công tước thứ 2 xứ Leuchtenberg (1810–1835); Kết hôn với nữ vương Maria II của Bồ Đào Nha. Không để lại người thừa kế.
- Amélie Auguste Eugénie Napoléone de Beauharnais (31 tháng 7 năm 1812 - 26 tháng 1 năm 1873); là vợ thứ 2 của Hoàng đế Pedro I của Brasil (cha của Maria II của Bồ Đào Nha).
- Théodelinde Louise Eugénie Auguste Napoléone de Beauharnais (1814–1857); kết hôn với Wilhelm, Công tước thứ nhất xứ Urach.
- Carolina Clotilde de Beauharnais (1816)
- Maximilian Josèphe Eugène Auguste Napoléon de Beauharnais (1817–1852); kết hôn với Nữ đại công tước Maria Nikolaievna của Nga, con gái lớn của Sa hoàng Nicholas I của Nga, và nhận được danh hiệu "Thân vương Romanovsky", được gọi với kính ngữ "His Imperial Highness", vào năm 1852.

## Các trận chiến tham gia
- Trận Sacile (1809) - Bại trận
- Trận Caldiero (1809) - Bại trận
- Trận sông Piave (1809) - Chiến thắng
- Trận Tarvis (1809) - Chiến thắng
- Trận Raab (1809) - Chiến thắng
- Trận Borodino (1812) - Chiến thắng
- Trận Maloyaroslavets (1812) - Thiếu quyết đoán
- Trận Lützen (1813) - Chiến thắng
- Trận Caldiero (1813) - Chiến thắng
- Trận Sông Mincio (1814) - Thiếu quyết đoán

## Huy hiệu

Chữ lồng của Eugène de Beauharnais
Huy hiệu Hoàng tử Pháp
Huy hiệu Phó vương Ý
Huy hiệu Công tước xứ Leuchtenberg